# Shanghai East Hospital

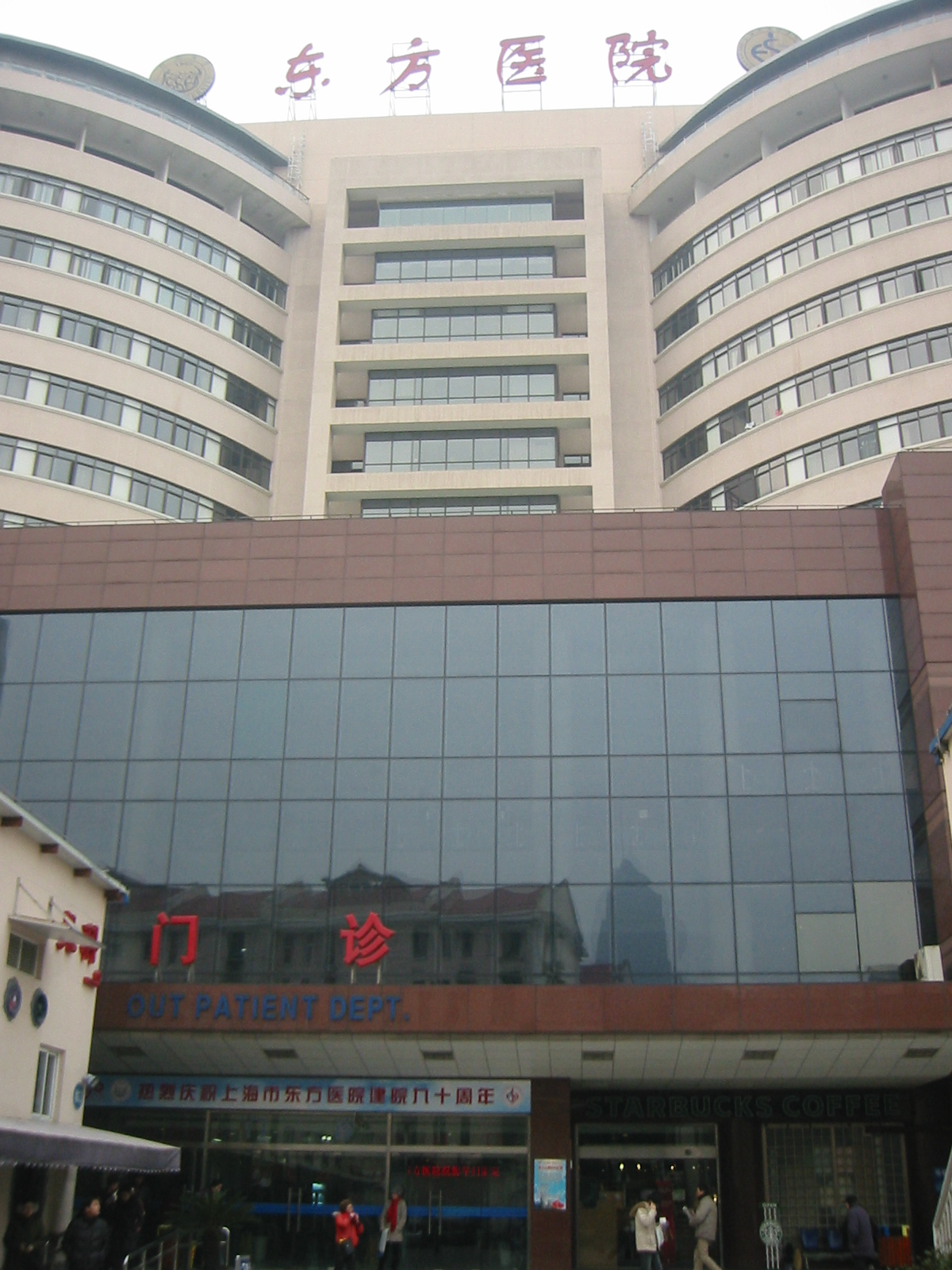
Shanghai East Krankenhaus, VR China

 Das Shanghai East Hospital (chinesisch 上海东方医院, Pinyin Shànghǎi Dōngfāng Yīyuàn) ist ein Allgemeinkrankenhaus in Pudong, Shanghai, VR China. Das Krankenhaus ist ein Lehrkrankenhaus der Tongji-Universität.

## Einrichtungen
Das Shanghai East (Oriental) Hospital ist ein Lehrkrankenhaus der Tongji-Universität und wurde im Jahre 1920 gegründet. Es existieren zwei Campus in Shanghai. Der Hauptcampus ('Northern Division') befindet sich in Lujiazui, Pudong, 150 Jimo Road und der Südcampus ('Southern Division') befindet sich in Pudong, 1800 Yuntai Road.
Auf beiden Campus existieren zusammen 61 klinische und technische Departments und Büros. Das Krankenhaus verfügt über insgesamt 2000 Betten.
Die Hauptgebiete des Krankenhauses umfassen medizinisch Eingriffe, Krankheitsprävention, medizinische Ausbildung und medizinische Forschung.
Auf beiden Campus waren im Jahre 2019 insgesamt 2800 Angestellte beschäftigt, darunter ca. 400 Fachärzte.
Das Krankenhaus versorgt jährlich mehr als 3 Millionen ambulante Fälle und Notfälle, darunter auch 40.000 internationale Patienten im angeschlossenen Shanghai East International Medical Center.
Zu den technischen Einrichtungen der Radiologie des Krankenhauses zâhlen ein 64-row spiral CT, Flash CT, PET-CT, 3.0 T MRI, DSA und EDGE Radiosurgery Systems. Die chirurgischen Abteilungen haben Hybrid-OPs, circulatory-assist devices, LINAC, ECT und Echtzeit-3D-color-Ultraschall zur Verfügung.

## Wichtigste Fachrichtungen
- Notfallmedizin
- Therapie des Herzversagens
- Herzchirurgie
- Kardiovaskuläre Medizin
- Zahnimplantation und Prosthodontik
- Minimalinvasive Gallenblasenchirurgie
- Onkologie
- Therapie cerebral-vaskulärer Erkrankungen
- Anorektale Chirurgie
- Tumorchirurgie (Neurochirurgie)

## Bekannte Professoren
- Barry J. Marshall, Nobelpreisträger 2005, Direktor des 'Marhall International Diagnosis and Treatment Centre for Digestive Diseases'.

## Studentische Ausbildung
Das Ausbildungszentrum des Shanghai East Krankenhauses ist für die Ausbildung inländischer Studenten der Studiengänge Bachelor der Medizin und Doktor der Medizin der Tongji-Universität zuständig. Für die medizinische Ausbildung stehen 96 Tutoren für Studenten des Doktors der Medizin und 140 Tutoren für Studenten des Masterstudiums der Medizin zur Verfügung. Seit 2010 hat das Krankenhaus in Zusammenarbeit mit der Tongji-Universität und deutschen Ärzten ein internationales Austauschprogramm für Medizinstudenten ins Leben gerufen. Das Krankenhaus bietet durch das 'Medopolo internationale medizinische Pj- und Famulaturprogramm' das aktuell größte medizinische Studentenaustauschprogramm in der VR China an und empfängt jährlich zwischen 80 und 100 internationale Medizinstudenten.

## Plattformen für wissenschaftliche Forschung
- Labor für Arrhythmien des Bildungsministeriums China
- Translationales Medizin Center für Stammzellforschung (Zhangjiang)
- Nationale Stammzellen-Bank
- Shanghai Institut für Herzversagen
- Städtisches 'Stroke Center' von Shanghai

## Ranglistenplätze
- Comprehensive Disease Treatment Index in Shanghai: Nummer 8 (2016)
- Science and Technology Impact in China: Nummer 68 (2016)
- Nature Index: Nummer 8 (2017)
- National Natural Science Foundation of China: Nummer 20 (2017)

## Auslandskooperationen
- Sino-German Heart Research Institute, in Kooperation mit dem Deutschen Herzzentrum Berlin (DHZB) (2001).
- Sino-American International Hospital
- Sino-Japanese Senmao Clinic
- Sino-French Urological Surgery Center
- Sino-American East-Anderson Tumor Center
- Sino-American Emergency Research Institute